# Box-office France 2001
Cet article traite du box-office cinéma de 2001 en France. 

## Les films à plus d'un million d'entrées
| Rang | Titre                                               | Pays | Réalisateur                                      | Entrées   | Sem. |
| ---- | --------------------------------------------------- | ---- | ------------------------------------------------ | --------- | ---- |
| 1.   | Harry Potter à l’école des sorciers                 |      | Chris Columbus                                   | 9 470 090 | 43   |
| 2.   | Le Fabuleux Destin d'Amélie Poulain                 |      | Jean-Pierre Jeunet                               | 8 636 041 | 83   |
| 3.   | La Vérité si je mens ! 2                            |      | Thomas Gilou                                     | 7 826 393 | 37   |
| 4.   | Le Seigneur des anneaux : La Communauté de l'anneau |      | Peter Jackson                                    | 6 876 402 | 40   |
| 5.   | Le Placard                                          |      | Francis Veber                                    | 5 317 858 | 17   |
| 6.   | Le Pacte des loups                                  |      | Christophe Gans                                  | 5 179 154 | 13   |
| 7.   | Tanguy                                              |      | Étienne Chatiliez                                | 4 310 477 | 50   |
| 8.   | Atlantide, l'empire perdu                           |      | Gary Trousdale / Kirk Wise                       | 4 296 870 | 27   |
| 9.   | Shrek                                               |      | Andrew Adamson / Vicky Jenson                    | 4 181 039 | 42   |
| 10.  | La Planète des singes                               |      | Tim Burton                                       | 3 970 011 | 12   |
| 11.  | Le Journal de Bridget Jones                         |      | Sharon Maguire                                   | 3 497 307 | 70   |
| 12.  | American Pie 2                                      |      | James B. Rogers                                  | 3 374 202 | 13   |
| 13.  | Ce que veulent les femmes                           |      | Nancy Meyers                                     | 3 014 191 | 32   |
| 14.  | 102 Dalmatiens                                      |      | Kevin Lima                                       | 2 970 759 | 47   |
| 15.  | Le Peuple migrateur                                 |      | Jacques Perrin / Jacques Cluzaud / Michel Debats | 2 744 335 | 46   |
| 16.  | Hannibal                                            |      | Ridley Scott                                     | 2 579 878 | 9    |
| 17.  | Pearl Harbor                                        |      | Michael Bay                                      | 2 514 353 | 18   |
| 18.  | Lara Croft : Tomb Raider                            |      | Simon West                                       | 2 503 362 | 10   |
| 19.  | Yamakasi                                            |      | Ariel Zeitoun                                    | 2 471 426 | 11   |
| 20.  | Une hirondelle a fait le printemps                  |      | Christian Carion                                 | 2 338 978 | 35   |
| 21.  | Les Rois mages                                      |      | Didier Bourdon / Bernard Campan                  | 2 302 828 | 13   |
| 22.  | Le Retour de la momie                               |      | Stephen Sommers                                  | 2 298 749 | 18   |
| 23.  | Scary Movie 2                                       |      | Keenen Ivory Wayans                              | 2 149 428 | 9    |
| 24.  | Un crime au Paradis                                 |      | Jean Becker                                      | 2 137 829 | 17   |
| 25.  | La Tour Montparnasse infernale                      |      | Charles Nemes                                    | 2 083 034 | 8    |
| 26.  | Jurassic Park 3                                     |      | Joe Johnston                                     | 2 069 263 | 10   |
| 27.  | Belphégor, le fantôme du Louvre                     |      | Jean-Paul Salomé                                 | 2 032 144 | 10   |
| 28.  | Traffic                                             |      | Steven Soderbergh                                | 1 938 732 | 31   |
| 29.  | Vidocq                                              |      | Pitof                                            | 1 881 086 | 8    |
| 30.  | Mon beau-père et moi                                |      | Jay Roach                                        | 1 843 354 | 12   |
| 31.  | Seul au monde                                       |      | Robert Zemeckis                                  | 1 792 436 | 17   |
| 32.  | Kuzco, l'empereur mégalo                            |      | Mark Dindal                                      | 1 723 286 | 43   |
| 33.  | Rush Hour 2                                         |      | Brett Ratner                                     | 1 710 151 | 10   |
| 34.  | A.I. Intelligence artificielle                      |      | Steven Spielberg                                 | 1 572 461 | 7    |
| 35.  | Les Autres                                          |      | Alejandro Amenábar                               | 1 565 492 | 19   |
| 36.  | Final Fantasy : Les Créatures de l'esprit           |      | Hironobu Sakaguchi / Motonori Sakakibara         | 1 456 523 | 23   |
| 37.  | Absolument fabuleux                                 |      | Gabriel Aghion                                   | 1 370 394 | 12   |
| 38.  | Moulin Rouge                                        |      | Baz Luhrmann                                     | 1 362 771 | 47   |
| 39.  | 15 août                                             |      | Patrick Alessandrin                              | 1 353 610 | 23   |
| 40.  | Wasabi                                              |      | Gérard Krawczyk                                  | 1 304 415 | 15   |
| 41.  | L'Exorciste, version intégrale                      |      | William Friedkin                                 | 1 301 872 | 6    |
| 42.  | Les Visiteurs en Amérique                           |      | Jean-Marie Poiré                                 | 1 217 623 | 9    |
| 43.  | Le Petit Poucet                                     |      | Olivier Dahan                                    | 1 188 928 | 17   |
| 44.  | Vertical Limit                                      |      | Martin Campbell                                  | 1 186 156 | 6    |
| 45.  | Chaos                                               |      | Coline Serreau                                   | 1 182 802 | 32   |
| 46.  | Stalingrad                                          |      | Jean-Jacques Annaud                              | 1 108 667 | 14   |
| 47.  | Le Baiser mortel du dragon                          |      | Chris Nahon                                      | 1 101 092 | 12   |
| 48.  | Fast and Furious                                    |      | Rob Cohen                                        | 1 070 360 | 10   |

Par pays d'origine des films (Pays producteur principal)
- États-Unis : 23 films
- France : 20 films
- Royaume-Uni : 2 films
- Australie : 1 film
- Espagne : 1 film
- Nouvelle-Zélande : 1 film
- Total : 48 films

## Box-office par semaine
| #  | Semaine                           | Film no 1                                           | Pays              | Entrées           |
| -- | --------------------------------- | --------------------------------------------------- | ----------------- | ----------------- |
| 1  | 3 janvier au 9 janvier 2001       | Incassable                                          |                   | 900 474 entrées   |
| 2  | 10 janvier au 16 janvier 2001     | Incassable                                          | 442 219 entrées   |                   |
| 3  | 17 janvier au 23 janvier 2001     | Le Placard                                          |                   | 1 303 117 entrées |
| 4  | 24 janvier au 30 janvier 2001     | Le Placard                                          | 1 190 496 entrées |                   |
| 5  | 31 janvier au 6 février 2001      | Le Pacte des loups                                  | 1 924 934 entrées |                   |
| 6  | 7 février au 13 février 2001      | La Vérité si je mens ! 2                            | 2 830 489 entrées |                   |
| 7  | 14 février au 20 février 2001     | La Vérité si je mens ! 2                            | 1 917 451 entrées |                   |
| 8  | 21 février au 27 février 2001     | La Vérité si je mens ! 2                            | 1 134 632 entrées |                   |
| 9  | 28 février au 6 mars 2001         | Hannibal                                            |                   | 1 197 707 entrées |
| 10 | 7 mars au 13 mars 2001            | Hannibal                                            | 609 324 entrées   |                   |
| 11 | 14 mars au 20 mars 2001           | L'Exorciste, version intégrale                      |                   | 621 727 entrées   |
| 12 | 21 mars au 27 mars 2001           | L'Exorciste, version intégrale                      | 410 318 entrées   |                   |
| 13 | 28 mars au 3 avril 2001           | La Tour Montparnasse infernale                      |                   | 758 991 entrées   |
| 14 | 4 avril au 10 avril 2001          | Belphégor, le fantôme du Louvre                     | 849 638 entrées   |                   |
| 15 | 11 avril au 17 avril 2001         | Les Visiteurs en Amérique                           |                   | 558 531 entrées   |
| 16 | 18 avril au 24 avril 2001         | Yamakasi                                            |                   | 389 494 entrées   |
| 17 | 25 avril au 1er mai 2001          | Le Fabuleux Destin d'Amélie Poulain                 |                   | 1 185 945 entrées |
| 18 | 2 mai au 8 mai 2001               | Le Fabuleux Destin d'Amélie Poulain                 | 1 196 747 entrées |                   |
| 19 | 9 mai au 15 mai 2001              | Le Fabuleux Destin d'Amélie Poulain                 | 669 985 entrées   |                   |
| 20 | 16 mai au 22 mai 2001             | Le Fabuleux Destin d'Amélie Poulain                 | 607 179 entrées   |                   |
| 21 | 23 mai au 29 mai 2001             | Le Retour de la momie                               |                   | 756 465 entrées   |
| 22 | 30 mai au 5 juin 2001             | Le Retour de la momie                               | 526 546 entrées   |                   |
| 23 | 6 juin au 12 juin 2001            | Pearl Harbor                                        | 866 919 entrées   |                   |
| 24 | 13 juin au 19 juin 2001           | Pearl Harbor                                        | 569 868 entrées   |                   |
| 25 | 20 juin au 26 juin 2001           | Pearl Harbor                                        | 267 262 entrées   |                   |
| 26 | 27 juin au 3 juillet 2001         | Lara Croft : Tomb Raider                            |                   | 1 232 897 entrées |
| 27 | 4 juillet au 10 juillet 2001      | Shrek                                               |                   | 939 597 entrées   |
| 28 | 11 juillet au 17 juillet 2001     | Shrek                                               | 730 850 entrées   |                   |
| 29 | 18 juillet au 24 juillet 2001     | Shrek                                               | 518 612 entrées   |                   |
| 30 | 25 juillet au 31 juillet 2001     | Scary Movie 2                                       | 945 404 entrées   |                   |
| 31 | 1er août au 7 août 2001           | Le Baiser mortel du dragon                          |                   | 505 980 entrées   |
| 32 | 8 août au 14 août 2001            | Jurassic Park 3                                     |                   | 900 178 entrées   |
| 33 | 15 août au 21 août 2001           | Final Fantasy : Les Créatures de l'esprit           |                   | 774 733 entrées   |
| 34 | 22 août au 28 août 2001           | La Planète des singes                               |                   | 1 728 196 entrées |
| 35 | 29 août au 4 septembre 2001       | La Planète des singes                               | 1 009 871 entrées |                   |
| 36 | 5 septembre au 11 septembre 2001  | La Planète des singes                               | 472 332 entrées   |                   |
| 37 | 12 septembre au 18 septembre 2001 | Une hirondelle a fait le printemps                  |                   | 395 782 entrées   |
| 38 | 19 septembre au 25 septembre 2001 | Vidocq                                              | 853 930 entrées   |                   |
| 39 | 26 septembre au 2 octobre 2001    | Vidocq                                              | 462 739 entrées   |                   |
| 40 | 3 octobre au 9 octobre 2001       | Moulin Rouge                                        |                   | 446 712 entrées   |
| 41 | 10 octobre au 16 octobre 2001     | Le Journal de Bridget Jones                         |                   | 1 034 706 entrées |
| 42 | 17 octobre au 23 octobre 2001     | American Pie 2                                      |                   | 1 250 508 entrées |
| 43 | 24 octobre au 30 octobre 2001     | American Pie 2                                      | 904 065 entrées   |                   |
| 44 | 31 octobre au 6 novembre 2001     | American Pie 2                                      | 575 236 entrées   |                   |
| 45 | 7 novembre au 13 novembre 2001    | Wasabi                                              |                   | 287 057 entrées   |
| 46 | 14 novembre au 20 novembre 2001   | Ma femme est une actrice                            |                   | 255 897 entrées   |
| 47 | 21 novembre au 27 novembre 2001   | Tanguy                                              | 883 961 entrées   |                   |
| 48 | 28 novembre au 4 décembre 2001    | Atlantide, l'empire perdu                           |                   | 1 075 085 entrées |
| 49 | 5 décembre au 11 décembre 2001    | Harry Potter à l’école des sorciers                 |                   | 2 316 734 entrées |
| 50 | 12 décembre au 18 décembre 2001   | Harry Potter à l’école des sorciers                 | 1 597 958 entrées |                   |
| 51 | 19 décembre au 25 décembre 2001   | Le Seigneur des anneaux : La Communauté de l'anneau |                   | 1 978 162 entrées |
| 52 | 26 décembre au 1er janvier 2002   | Le Seigneur des anneaux : La Communauté de l'anneau | 1 975 260 entrées |                   |